# Petek Dinçöz
Petek Dinçöz est mannequin, chanteuse, danseuse orientale, actrice, présentatrice de télévision turque née le 29 mai 1980 à İzmir en Turquie. Elle est une des actrices les plus connues et aimée de Turquie. Elle a remporté aussi de nombreux prix.[réf. souhaitée] Depuis le début de cette saison, elle a commencé sa nouvelle émission, intitulée Arim balim Petegim. Elle est connue aussi pour sa beauté.

## Discographie
- 2001 : Bende Kaldı (C'est resté en moi)
- 2002 : Aşkın Tam Sırası (Le moment de l'amour)
- 2003 : Sen Değmezsin (Tu ne le vaut pas)
- 2004 : Şaka Gibi (Comme une blague)
- 2005 : Doktor Tavsiyesi (Conseil de docteur)
- 2006 : Kördüğüm (Boucle)
- 2006 : Remixlere Nonstop İstanbul Geceleri (Avec les remix non-stop des soirées d'Istanbul)
- 2007 : Yolun Açık Olsun (Bonne Route)
- 2008 : Frekans (Fréquence)
- 2009 : Ne Yapayım Şimdi Ben (Qu'est-ce-que je fais maintenant ?)
- 2009/2010 : Bana Uyar (Cela m'est conforme)
- 2010 : Morarırsın (Tu deviendras violet)
- 2011 : Yalanı Boşver (Laisse tomber les mensonges)
- 2012 : Çekil (Retire-toi)
- 2013 : Milat (Une étape importante, milestone en anglais)
- 2014 : Tadilat (Un changement)
- 2015 : Eşi Benzeri Yok (Pas une chose pareille/Inégalé)
- 2016 : Teşekkürler (Remerciements)
- 2016 : Gel o zaman (Viens alors)
- 2016 : Haydi şimdi gel (Allez viens maintenant)

## Filmographie
- 2000 : Zehirli çiçek
- 2003 : Bir yıldız tutuldu
- 2005 : Nehir
- 2006 : Keloğlan kara prens'e karşı
- 2015 : Roman Havası